# Hong Tianguifu
 (septembre 2017).
Si vous disposez d'ouvrages ou d'articles de référence ou si vous connaissez des sites web de qualité traitant du thème abordé ici, merci de compléter l'article en donnant les références utiles à sa vérifiabilité et en les liant à la section « Notes et références ».
Hong Tianguifu (洪天貴福 ; pinyin : Hóng Tiān guì fú), (23 novembre 1849 - 18 novembre 1864) est le fils de Hong Xiuquan - qui dirigea la révolte des Taiping dans la Chine du milieu du XIXe siècle - et de son épouse Lai Shi (賴氏).
Parfois appelé Hóng Tiānguì, ou, dans les chroniques des Qing, Hong Futian (洪福瑱 ; pinyin : Hóng Fútiān), il est le second et le dernier roi du Royaume céleste de la Grande Paix. On le désigne également souvent sous le surnom du « Jeune Prince », ou encore, le Jeune Roi céleste (幼天王), pour le distinguer de son père, le Roi céleste.

## Biographie
Il naît en novembre 1849, tout juste un an avant que la révolte n'éclate.
Il succède à son père après la mort de celui-ci, le 1er juin 1864.
Dans la confession écrite après son arrestation par les Qing après la chute de Nankin, Li Xiucheng (le « Prince Loyal ») le décrit comme « inexpérimenté », « gâté », et « incapable ».
Hong Tianguifu n'était jamais monté à cheval, ce qui est un sérieux handicap pour un futur roi en temps de guerre.
Sur le chemin de l'escorte, Hong Tianguifu et un soldat de l'armée Qing, Tang Jiatong, ont eu une conversation.
Hong Tianguifu a d'abord parlé de sa relation avec son père Hong Xiuquan et d'autres. Il a dit que "les vieilles choses du royaume céleste de Taiping avaient été faites par mon père et Hong Renxuan".
"Cela n'a rien à voir avec moi, même après avoir emprunté la route, je n'ai rien fait qui soit défavorable à la dynastie Qing, ceux qui ont résisté à l'empire Qing ont été brisés par le roi, Zhongwang et d'autres." cependant, après le deuxième jour d'écriture d'un poème de louange à la dynastie des Qing, il a ensuite été exécuté par découpage lent le 18 novembre 1864, à l'âge de 14 ans.